# Batthyány Tódor
Németújvári gróf Batthyány Tódor Ferenc Xavér Emmerik Félix János Nepomuk (Rohonc ?, 1729. október 15. – Bécs, 1812. június 18.) birodalmi gróf, császári és királyi titkos belső tanácsos, hajóépítő mérnök. Birtokai, manufaktúrái és bányái irányítása mellett hajóépítői munkássága kiemelkedő jelentőségű. Két Bucentaurus elnevezésű hajója – az egyik egy tengeri kereskedelemre is alkalmas vitorlás az 1780-as években, a másik pedig egy önjáró luxushajó az 1790-es években – elismerést és hírnevet szerzett számára.

## Élete
A főnemesi gróf németújvári Batthyány család sarja. Apja, gróf Batthyány Lajos (1696-1765), nádor, anyja, gróf Kinsky Teréz (1700-1775) volt; Batthyány József gróf bíboros öccse volt. Batthyány Tódor azok közé az arisztokraták közé tartozott, akik a reformkort megelőző évtizedekben is tevékenyen tettek közjó ügyéért, tájékozottságával, felvilágosult nézeteivel kitűnt társai közül, bátyjának a Batthyány József hercegprímásnak írott levelei hazaszeretetéről tanúskodnak. Gépészetet hallgatott a Bécsi Egyetemen, és minden bizonnyal kiemelkedő tudású mérnök volt. Több nyelven beszélt és írt, műszaki könyvtára, mely később 1838-ban az akkori Magyar Tudós Társaság (1840-től Magyar Tudományos Akadémia) könyvtárába került, másfél ezres példányszámú volt, szakágakra bontva tartalmazta a könyveket. Két hónappal azután, hogy a Montgolfier-fivérek felbocsátják léghajójukat, Batthyány íróasztalán ott voltak a léghajó tervei.
Posztógyárat alapított tarcsafürdői (ma Bad Tatzmannsdorf) birtokán, Borostyánkőn bányái üzemeltek,  műmalmokat építtetett Ozályban és Bródban, majolikagyára volt Kisbéren. Emellett folyószabályozási munkálatokba fogott horvátországi birtokain – 1774-ben kapott megbízást az udvartól, hogy a Kulpa folyón hajózható csatornát építsen –, mégis a hajóépítés volt az az elfoglaltság, mely egész életét végigkísérte.
1777-re már elkészültek első hajói, melyek kereskedelmi hajóként teljesítettek szolgálatot, és Horvátország és Bécs között jártak keleti árukkal megrakottan.

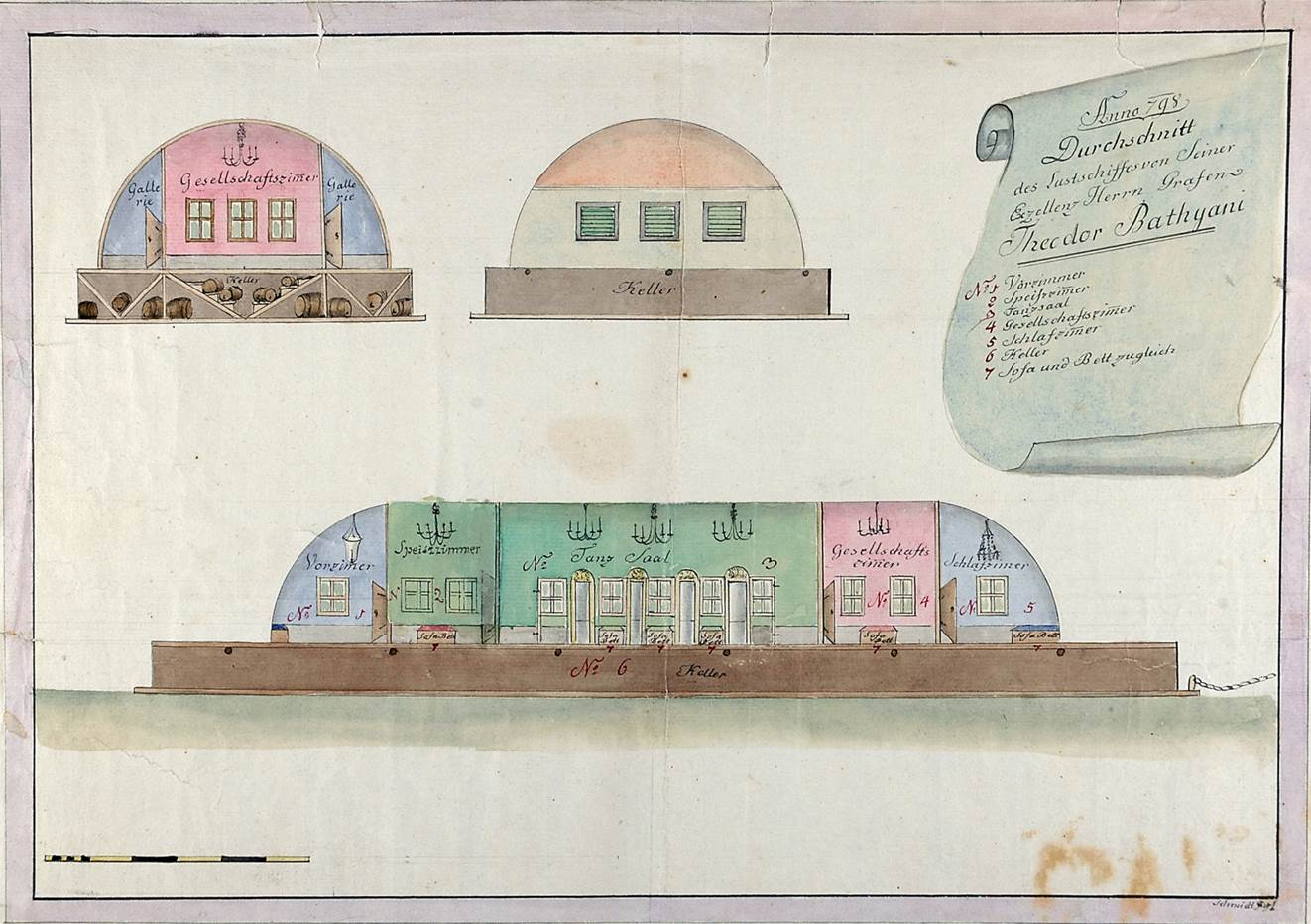
A Bucentaurus oldalnézeti rajza

1781-ben a Magyar Hirmondó adott hírt az új Batthyány hajóról, a Bucentaurusról, mely a Száva vízén szeptember 30-án érkezett Horvátországból. Formája olyan, amilyen a fregatt-típusú hajóké, alacsony merülése még a Száván való közlekedésre is alkalmassá tette a korabeli beszámoló szerint. Mai mértékegységekre átszámítva a vitorlás hossza 52,27 méter volt, merülése 1,26 m, teherbírása 10000 hl gabona. A következő években több hasonló, bár kisebb teherbírású hajót épített, melyeket eladott a Willeshoven-féle kereskedelmi társaságnak, mely társaság célja a Bécs és a Krím-félszigeti Herszon közti rendszeres kereskedelmi kapcsolat kiépítése volt. Később a kereskedelmi társaság megvásárolta Batthyánytól a Bucentaurus vitorlást is, melyet méretei alkalmassá tettek tengerjáró hajónak, így nem kellett az átrakodással időt vesztegetni, mikor kifutott a Fekete-tengerre.
A hajói ekkor még az ozályi birtokán épültek, később azonban, az 1790-es évek elején Pozsonyban létesített hajóácstelepet, ahol hajóépítői munkáját és hajózási kísérleteit folytatta. Itt fejlesztette ki szintén Bucentaurus nevű önjáró hajóját, mely nagy feltűnést keltett a korszakban mind tojásforma alakja miatt, mind titokzatos meghajtó szerkezete miatt. A Magyar Hírmondó egy 1797-es tudósítása szerint hajó mindennemű „vonók és hajtók nélkül nagy terhet is képes szállítani a’ folyó-víz ellenében”. Az újfajta hajó kifejlesztésére irányuló kísérletek igen költségesek voltak, ezért Neue königliche privilegierte Schiffbau und Schiffahrts Companie néven hajóépítő és hajózási társaságot hozott létre. Eme társulás nevére szabadalmaztatta új típusú hajóját, mely szabadalmat 1793-ban jegyezték be.
Batthyány Tódor az 1790-es országgyűlésen megjelenő magyar nemzeti mozgalom egyik kiemelkedő reprezentánsa. Benyovszky Móric mellett ő is hangot adott annak az elvnek, mely Magyarország felemelkedésének lehetőségét, a kereskedelem-, gazdaságfejlesztést az infrastruktúrafejlesztésében látta. Widerlegung des falschgenannten unpartheischen Wortes an die Bürger von Ungarn zur Beherzigung vor des Krönung Ihres Königs című munkája főképp a hazai hajózás fejlesztésében látta kereskedelem előmozdításának lehetőségét. 1812-ben bécsi palotájában halt meg.

## Családja
Pápán, 1756. június 13-án feleségül vette galánthai gróf Esterházy Philippinet (1734-1811), gróf galánthai Esterházy Ferenc (1683-1754) és gróf erdőfi Pálffy Mária Szidonia (1690-1743) lányát. A házasságukból született:
- Mária Terézia Jozefa Walburga Johanna Nepomuzena (1758. március 9. - 1760. december 26.)
- Mária Julianna Jozefa Walburga Johanna Nepomuzena (1759. november 11. - 1761. április 14.)
- Mária Eleonóra Nikolája Walburga Barbara (1760. december 6. - 1831. szeptember 24.); férje: Michael Franz von Althann gróf
- Antal József Ferenc Pál Kallixtusz (1762. október 14. - 1828. szeptember 24.); 1. felesége: tolnai gróf Festecsics Mária Anna; 2. felesége: Maria Cäcilie Josepha von Rogendorf grófnő

## Munkái
- Sentiment d'un patriote Hongrois. Presburg, 1796 (Németül is megjelent Uo. 1796-ban.)
- Widerlegung des falschgenannten unpartheischen Wortes an die Bürger von Ungarn zur Beherzigung vor des Krönung Ihres Königs.